# Broch of Yarrows

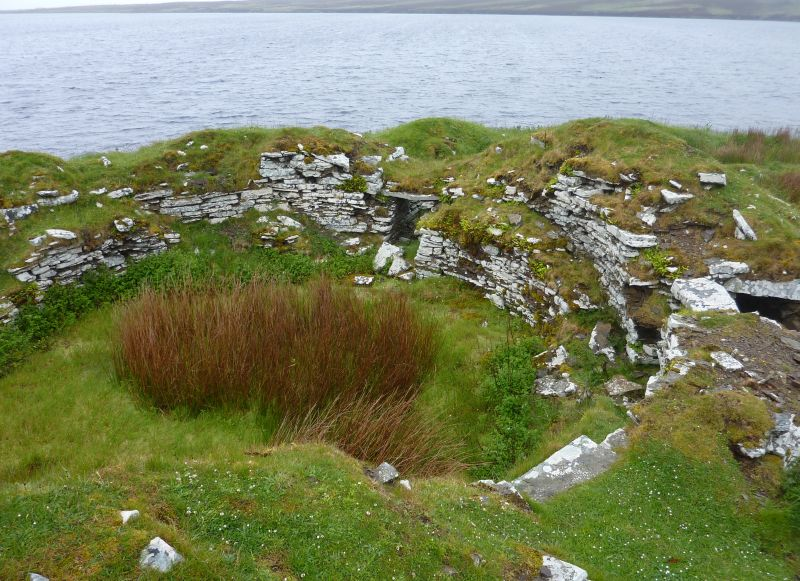
De binnenzijde van de broch met recht tegenover de oorspronkelijke oostelijke ingang.

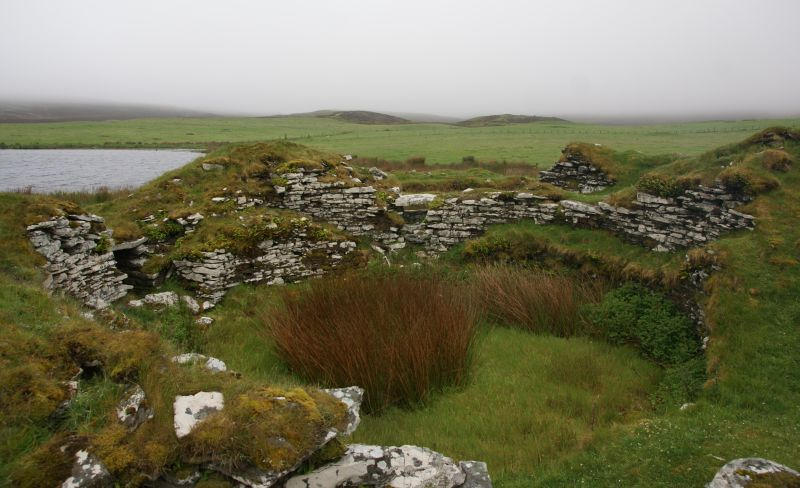
De binnenzijde van de broch met recht tegenover de zuidelijke ingang en links de oostelijke ingang. Tussen de twee ingangen in en rechts van de zuidelijke ingang is de muur zichtbaar, die later in het inwendige van de broch is gebouwd.

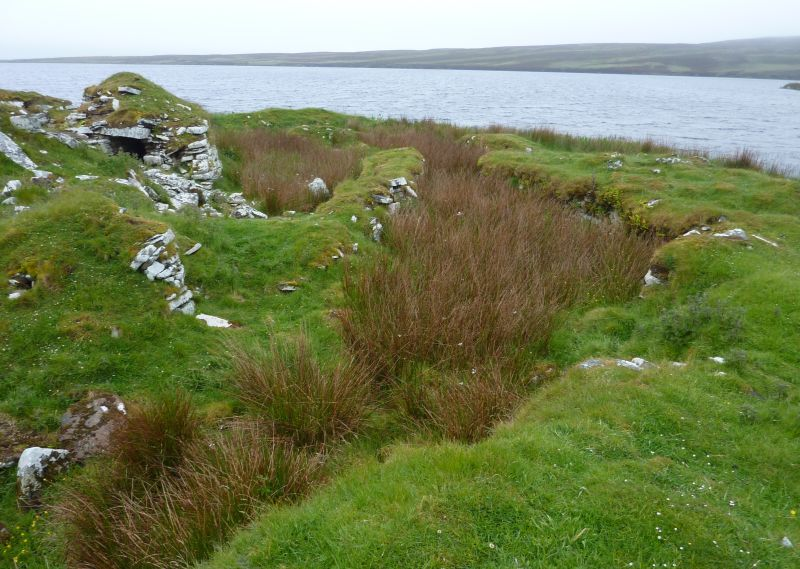
De twee langwerpige gebouwen aan de zuidzijde, nu geheel van binnen begroeid. Aan de linkerzijde de broch.

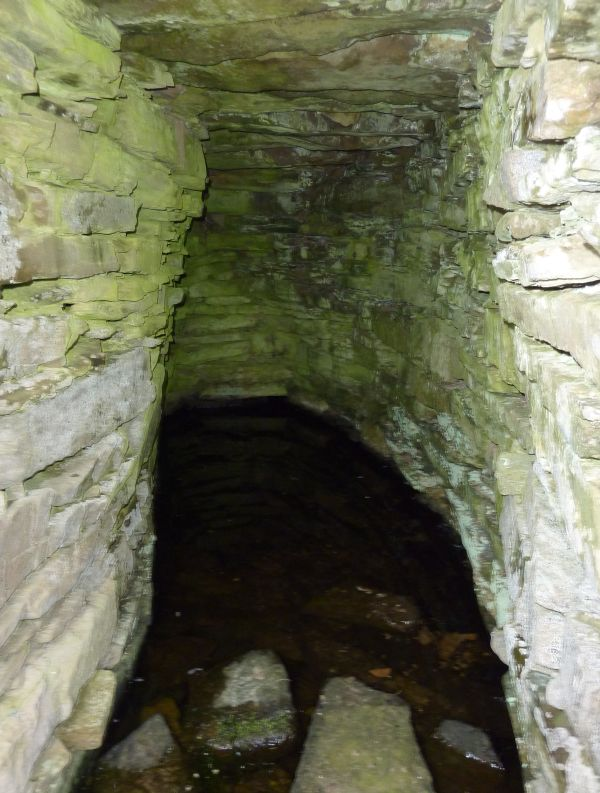
De oostelijke ruimte van het zuidelijke vertrek in de muur.

De Broch of Yarrows, ook de Broch of Yarhouse of South Yarrows Broch, is een broch, een gebouw uit de IJzertijd, acht kilometer ten zuidwesten van Wick, in de regio Caithness aan de noordoostkust van Schotland.

## Locatie
De Broch of Yarrows ligt op een kleine landtong aan de zuidwestelijke zijde van een klein meertje, dat Loch of Yarrows heet. Er is in de negentiende eeuw een dam gelegd in de rivier die van het meertje afloopt, waardoor het waterniveau is gestegen. Een gevolg hiervan is dat de broch nu met name 's winters gedeeltelijk onder water staat.

## Geschiedenis
De locatie werd waarschijnlijk al gebruikt vanaf 500 v. Chr., maar de broch is vermoedelijk van meer recente datum. De meeste brochs stammen namelijk uit de periode van 100 v. Chr. tot 100 na Chr. De vondsten bij de opgravingen van de broch wijzen erop, dat de plaats van de broch tot in de middeleeuwen nog gebruikt werd als begraafplaats.
De broch werd in de tweede helft van de negentiende eeuw gedeeltelijk onderzocht door A.H. Rhind. De broch was destijds volledig bedekt met aarde. Rhind dacht dat het bouwwerk een gekamerde tombe was, een chambered cairn. Hij gaf aan dat de heuvel vermoedelijk omgeven was door staande stenen, maar bij de opgravingen die later plaatsvonden zijn die niet meer beschreven. Gedurende de opgravingen van 1866 tot 1867 werd pas duidelijk dat het bouwwerk een broch betrof.

## Bouw
De landtong, waarop de broch ligt, werd beter verdedigbaar gemaakt door een greppel te graven van tien meter breed. Deze greppel scheidt het gedeelte waarop de broch staat af van het vasteland.
De broch bestaat zoals gebruikelijk voor een broch uit een ronde stenen toren met een dikke muur en een ronde binnenste ruimte. In het inwendige van de muur zijn er vertrekken gemaakt. De muur van de Broch of Yarrows is vier meter dik en de diameter van de binnenste ronde ruimte is tien meter. De muren waren in 1866 nog ruim vier meter hoog en zullen oorspronkelijk veel hoger zijn geweest. Na de bouw van de broch, is er in een latere periode een dunne muur (0,7 meter) in de broch gebouwd langs de gehele omtrek, tegen de oorspronkelijke muur aan. Deze nieuwere muur was in 1866 ongeveer 2,5 meter hoog. Doordat deze muur minder hoog is dan de oorspronkelijke muur ontstaat er een soort rand rondom de gehele omtrek van de muur. Een dergelijke scarcement ledge zal vermoedelijk gebruikt zijn om er een dak of vloer op te laten steunen.
Er bevinden zich twee ingangen in de broch, namelijk één aan de oostzijde en één aan de zuidzijde. Dit is ongebruikelijk voor een broch: bijna alle brochs hebben slechts één ingang. Men vermoedt dat de Broch of Yarrows oorspronkelijk ook alleen één ingang had, namelijk die aan de oostzijde, de zijde die naar het water is gericht. De tweede ingang, aan de zuidzijde, is pas later toegevoegd.
Er zijn minstens twee vertrekken in het inwendige van de muur, beide met een toegang vanaf de centrale open ruimte. De ene ruimte bevindt zich aan de westzijde, de andere aan de zuidzijde. In beide vertrekken ligt de toegang centraal in de wand die naar de binnenste ruimte van de broch is gericht. In het geval van het zuidelijke vertrek bevindt zich links (oostelijk) een kamer en rechts (westelijk) een trap. Deze trap is ongeveer één meter breed. De buitenmuur van deze zuidelijke kamer is in later tijd precies in het midden doorgebroken, waardoor de tweede ingang van de broch is ontstaan. Deze nieuwe zuidelijke ingang gaat dus dwars door de zuidelijke kamer heen en leidt direct naar de centrale ronde ruimte in de broch. Recent werd aangetoond dat er ook in het noordoosten nog een kamer is in de muur, in de vorm van een galerij op grondniveau.
Ten zuiden en ten westen van de broch bevinden zich gebouwen die uit latere tijd stammen, aangezien ze in tegenstelling tot de broch zelf gebouwd zijn boven de aardlagen, waarin zich afval bevindt. Aan de zuidelijke zijde zijn er twee langwerpige gebouwen die parallel aan elkaar liggen en min of meer oost-westelijk georiënteerd zijn. De oostelijke zijde ligt van beide gebouwen iets noordelijker dan de westelijke zijde. Aan de westzijde van het meest noordelijke gebouw, dus het gebouw het dichtst tegen de broch aan, bevond zich nog een kleiner gebouw. Deze drie gebouwen waren door middel van gangen met elkaar en met de broch verbonden. Ten westen van de broch zijn er twee kleine gebouwen, die volledig los staan van de broch. Ook ten noordoosten van de broch bevindt zich één klein gebouw.

## Vondsten
Er werden bij de opgravingen van 1866 in en rond de broch aardewerk en stenen gebruiksvoorwerpen aangetroffen. Er werden in de broch zelf geen voorwerpen gevonden van brons of ijzer. Buiten de broch werd er een bronzen broche, een ring en een armband aangetroffen. De broche had een Latijnse inscriptie en kwam vermoedelijk uit de dertiende eeuw. De ijzeren voorwerpen waren slecht herkenbaar, aangezien ze waren aangetast door het water van het meer. De herkenbare voorwerpen betroffen een paar zwaarden.
Vergelijkbaar met andere brochs werden er veel botten of resten van dieren gevonden, zoals van ossen, paarden, varkens, schapen, geiten, honden, rendieren, herten, vissen en vogels. Verder werden er delen van vijf menselijke skeletten gevonden. De archeologen waren van mening dat deze menselijke resten stamden uit een periode van na het verlaten van de broch.